# Premios Icono del Siglo XXI
Los Premios Icono del Siglo XXI (en inglés, 21st Century Icon Awards) son un galardón internacional que se otorga cada año en Londres, Inglaterra para homenajear a personas que son dignas de ser reconocidas como el símbolo más alto de logro en su campo. Un jurado de alto nivel que incluye miembros de la Cámara de los Lores, exitosos empresarios, campeones olímpicos y figuras destacadas del Reino Unido decide quienes serán los ganadores de los Premios en ámbitos como las artes escénicas, medios de comunicación y entretenimiento, los negocios, finanzas e inversiones, filantropía, y paz .

## Galardonados
| Año  | Galardonado                                 | Categoría                                                          | País              |
| ---- | ------------------------------------------- | ------------------------------------------------------------------ | ----------------- |
| 2017 | John Romeo                                  | Specialist Professional Award                                      | Estados Unidos    |
|      | Sachin Dev Duggal                           | Premio a la tecnología innovadora                                  | Reino Unido       |
|      | Robin Arora                                 | Premio al sabio de venta al por menor                              | Reino Unido       |
|      | Samir Kasliwal                              | Premio de Arte y Moda Exquisita, mayores de 30                     | India             |
|      | Christian Oldendorff                        | Dedicated Stalwart Award Over 30                                   | Alemania          |
|      | Jyotin, Karam y Sunaina Sethi               | Premio al equipo excepcional                                       | Reino Unido       |
|      | Arunima Sinha                               | Competitive Sports Award                                           | India             |
|      | Akshay Ruparelia                            | Premio a la tenacidad en propiedades y construcción, menores de 20 | Reino Unido       |
|      | Alexandre Mars                              | Premio al filántropo generoso, mayores de 30                       | Francia           |
|      | Baron Laurent Bourbon De Brabandt           | Premio al filántropo generoso menor de 30 años                     | Reino Unido       |
|      | Jay Sean                                    | Premio Magnífico a las Artes Escénicas                             | Reino Unido       |
|      | Jon Rasmussen                               | Premio Ardent Techie                                               | Holanda           |
|      | Joshua Kane                                 | Savvy Luxury Retail Award                                          | Reino Unido       |
|      | Kanika Kapoor                               | Premio al icono inspirador                                         | India             |
|      | Kartikeya Sharma                            | Premio a los medios de comunicación y entretenimiento destacados   | India             |
|      | Marc Jacques Burton                         | Savvy Luxury Retail Award                                          | Reino Unido       |
|      | Rahul Mulchandani                           | Relentlessly Resolute Award                                        | Reino Unido       |
|      | Reema Khan                                  | Premio Inversiones y finanzas astutas                              | Reino Unido       |
|      | Sanjay Arora                                | Premio al dedicado incondicional menores de 30                     | India             |
|      | Vivek Chadha                                | Premio a la hospitalidad excepcional                               | India             |
|      | Sonam Fabiani                               | Premio al Arte y Moda Exquisito Menores de 30                      | Reino Unido       |
|      | Aradhana Khowala                            | Premio extraordinario de viajes y turismo                          | Reino Unido       |
|      | Yashvardhan Binani                          | Premio a la tenacidad en propiedades y construcción, mayores de 20 | Reino Unido       |
| 2018 | Sheku Kanneh-Mason                          | Premio Magnífico a las Artes Escénicas                             | Reino Unido       |
|      | Sanjeev Gupta                               | Premio Inversiones y finanzas astutas                              | Reino Unido       |
|      | Ned Tozun y Sam Goldman                     | Premio ELITE Estrella en ascenso                                   | Estados Unidos    |
|      | Martin Ijaha, Monica Kalia y Ezechi Britton | Premio Inversiones y finanzas astutas                              | Reino Unido       |
|      | Ozge Akbulut                                | Premio al icono inspirador                                         | Turquía           |
|      | Manish Gudka                                | Premio excepcional de viajes y hospitalidad                        | Reino Unido       |
|      | Deborah Fleming                             | Competitive Sports Award                                           | Reino Unido       |
|      | Sheetal Ansal                               | Premio al Filántropo Generoso                                      | India             |
|      | Martin Skinner                              | Premio a la tenacidad en propiedades y construcción                | Reino Unido       |
|      | Hussein Kanji                               | Squared Watermelon Award                                           | Reino Unido       |
|      | Anil Stocker                                | Premio a la tecnología innovadora                                  | Reino Unido       |
|      | Bradley Barritt                             | Competitive Sports Award                                           | Sudáfrica         |
|      | Zanai Bhosle                                | Próximo Premio Magnífico a las Artes Escénicas                     | India             |
|      | Tenzin Seldon                               | Premio al Filántropo Generoso                                      | Estados Unidos    |
|      | Ryan Palmer and Dave Pickard                | Savvy Luxury Retail Award                                          | Reino Unido       |
|      | Nitin Kartikeya                             | Premio al Arte y Moda exquisito                                    | India             |
|      | David Abrahamovitch                         | Premio ELITE Estrella en ascenso                                   | Reino Unido       |
|      | Asim Jofa                                   | Premio al Arte y Moda exquisito                                    | Pakistán          |
|      | Brett Magrath and Brad Magrath              | Relentlessly Resolute Award                                        | Sudáfrica         |
|      | Chris Waters                                | Premio excepcional de viajes y hospitalidad                        | Reino Unido       |
|      | Crista Cullen                               | Competitive Sports Award                                           | Reino Unido       |
|      | Hatul Shah                                  | Dedicated Stalwart Award                                           | Reino Unido       |
|      | Mischa Dohler                               | Specialist Professional Award                                      | Reino Unido       |
| 2019 | Sonu Niigaam                                | Premio Magnífico a las Artes Escénicas                             | India             |
|      | Charlotte Crosswell                         | Specialist Professional Award                                      | Reino Unido       |
|      | Caroline Plumb                              | Premio ELITE Estrella en ascenso                                   | Reino Unido       |
|      | Sarah Collins                               | Ardent Techie Award                                                | Sudáfrica         |
|      | Akshay Jatia                                | Dedicated Stalwart Award                                           | India             |
|      | Judy Joo                                    | Premio excepcional de viajes y hospitalidad                        | Estados Unidos    |
|      | Rachael Burford                             | Competitive Sports Award                                           | Reino Unido       |
|      | Daren Ganga                                 | Premio al Filántropo Generoso                                      | Trinidad y Tobago |
|      | Evgeny Chichvarkin                          | Savvy Luxury Award                                                 | Rusia             |
|      | Kalli Purie                                 | Premio a los medios de comunicación y entretenimiento destacados   | India             |
|      | Mariya Dykalo                               | Premio al Arte y Moda exquisito                                    | Reino Unido       |
|      | Asha De Vos                                 | Premio al icono inspirador                                         | Sri Lanka         |
|      | Ahmed Mohamed Fathelbab                     | Relentlessly Resolute Award                                        | Egipto            |
|      | Angelo Cardona                              | Premio al icono inspirador                                         | Colombia          |
|      | Matthew Clare                               | Premio Inversiones y finanzas astutas                              | Reino Unido       |
|      | Allen Kambuni                               | Premio a la tecnología innovadora                                  | Kenia             |
|      | Elena Mustatea y Obinna Joseph Onwude       | Premio a la tecnología innovadora                                  | Rumania y Nigeria |
|      | Isha Rajpal                                 | Squared Watermelon Award                                           | India             |